# Чемпіонат України з американського футболу 2011
Чемпіонат України з американського футболу 2011

## Команди учасниці
Ще одна команда з Білорусі приєдналася до Вищої Ліги — Литвини (Мінськ), тому на старт чемпіонату вийшли наступні учасники:
1. Скіфи-ДонНТУ (Донецьк)
2. Мінськ Зубри (Білорусь)
3. Київські Джетс
4. Київські Слов'яни
5. Харківські Атланти
6. Литвини (Мінськ, Білорусь)

## Календар змагань
Під час регулярного чемпіонату команда проводить лище по одній грі зі своїм суперником.
Результати ігор:
- 26 Червня Київські Джетс — Мінські Литвини 88-0
- 25 Червня Мінські Зубри — Харківські Атланти 44-0
- 25 Червня Скіфи-ДонНТУ — Київські Словяни 24-0
- 19 Червня Київські Джетс- Харківські Атланти 39-7
- 12 Червня Скіфи-ДонНТУ — Мінські Зубри 33-38
- 11 Червня Київські Словяни — Мінські Литвини 54-6
- 29 Травня Харківські Атланти — Київські Словяни 41-0
- 29 Травня Київські Джетс — Мінські Зубри 31-36
- 28 Травня Скіфи-ДонНТУ — Мінські Литвини 24-6
- 15 Травня Харківські Атланти- Мінські Литвини 34-0
- 14 Травня Київські Словяни — Мінські Зубри 15-22
- 14 Травня Скіфи-ДонНТУ — Київські Джетс 44-6
- 01 Травня Київські Джетс — Київські Словяни 33-23
- 01 Травня Харківські Атланти — Скіфи-ДонНТУ 14-33
- 30 Квітня Мінські Зубри — Мінські Литвини 56-6

За підсумками регулярного чемпіонату, команди розташувалися у наступній послідовності:

## Вища Ліга 2011 року
| Команда            | МЗ    | СД    | КД    | ХА    | КС    | МЛ   |
| ------------------ | ----- | ----- | ----- | ----- | ----- | ---- |
| Мінськ Зубри       | ---   | 38:33 | 36:31 | 44:0  | 22:15 | 56:6 |
| Скіфи-ДонНТУ       | 33:38 | ---   | 44:6  | 33:14 | 24:0  | 24:6 |
| Київ Джетс         | 31:36 | 6:44  | ---   | 39:7  | 33:23 | 88:0 |
| Харківські Атланти | 0:44  | 14:33 | 7:39  | ---   | 41:0  | 34:0 |
| Київські Слов'яни  | 15:22 | 0:24  | 23:33 | 0:41  | ---   | 54:6 |
| Мінські Литвини    | 6:56  | 6:24  | 0:88  | 0:34  | 6:54  | ---  |

## Фінали
Згідно з регламентом змагань у фінальних іграх взяли участь команди, що посіли 1-4 місця за результатами регулярного чемпіонату:
Півфінали
- 24 вересня — Скіфи-ДонНТУ-Київські Джетс — 35-7
- 25 вересня — Мінські Зубри — Харківські Атланти — 34-7

Золотий фінал
- Скіфи-ДонНТУ — Мінські Зубри 20-8

Бронзовий фінал
- Київські Джетс — Харківські Атланти 12-6